# Revisions (serie animata)
Revisions (?, リヴィジョンズ, lett. "revisione") è una serie televisiva anime diretta da Gorō Taniguchi.

## Trama
Daisuke Dojima, un ragazzo di diciassette anni al secondo anno dell’accademia Seisho, è sopravvissuto ad un rapimento da bambino, durante il quale era stato salvato da una donna chiamata Milo. Milo gli aveva rivelato che un giorno sarebbe stato l'unico a poter proteggere i suoi amici da un grave pericolo e Daisuke ha creduto ciecamente alle parole della sua salvatrice, così ha vissuto ossessivamente la sua vita in attesa di quel momento. Nessuno dei suoi amici gli ha creduto e molti lo hanno allontanato, credendolo pazzo. Un giorno accade il “Shibuya Drift”: l'intera area centrale del quartiere si solleva in aria e viene trasportata di trecento anni in un futuro post-apocalittico, dove gli studenti della Seisho verranno subito attaccati da degli esseri denominati 'revisions', che controllano enormi mostri meccanici.

## Lista episodi
| Nº | Giapponese 「Kanji」 - Rōmaji                       | In onda          | In onda |
| Nº | Giapponese 「Kanji」 - Rōmaji                       | Giapponese       |         |
| 1  | 「渋谷転送」 - Shibutani Tensou                     | 10 gennaio 2019  |         |
| 2  | 「勇者願望」 - Yuusha Ganbou                        | 17 gennaio 2019  |         |
| 3  | 「守護者たち」 - Shugosha-tachi                     | 24 gennaio 2019  |         |
| 4  | 「第1次帰還計画」 - Daiichiji Kikan Keikaku         | 31 gennaio 2019  |         |
| 5  | 「未来の姿」 - Mirai no Sugata                      | 7 febbraio 2019  |         |
| 6  | 「だって, 人だから...」 - Datte, Hito Dakara...     | 14 febbraio 2019 |         |
| 7  | 「真夜中の狂詩曲」 - Mayonaka no Kyoushikyoku       | 21 febbraio 2019 |         |
| 8  | 「オペレーション・ネフィリム」 - Operation Nephilim | 28 febbraio 2019 |         |
| 9  | 「消失の運命」 - Soushitsu no Unmei                 | 7 marzo 2019     |         |
| 10 | 「みんなの街」 - Minna no Machi                     | 14 marzo 2019    |         |
| 11 | 「最後の希望」 - Saigo no Kibou                     | 21 marzo 2019    |         |
| 12 | 「revert」                                          | 28 marzo 2019    |         |